# Sophie af Werle
Sophie af Mecklenburg-Werle (død efter 6. december 1339) var grevinde af Holsten, datter af fyrst Nikolaus 2. af Mecklenburg-Werle (død 1316) og Richiza (død 1308).
Sofia var søsterdatter af kong Erik Menved af Danmark, som i 1310 forlovede hende med hertug Erik Magnusson af Södermanland. Hun blev forud for brylluppet sendt til Sverige, men i 1312 giftede Erik sig i stedet med hertuginde Ingebjørg Håkonsdotter af Norge. Erik måtte da offentligt erklære, at Sofia ikke bar skylden til den opslåede forlovelse. Sofia vendte derefter tilbage til Werle.
Sofia giftede sig omkring 1315 (pavelig dispensation af 1325 og 1326) med grev Gerhard 3. af Holsten (den kullede greve, dræbt 1340), og blev dermed en af Huset Oldenborgs formødre. Parret fik følgende børn:
1. Henrik 2. af Holsten (født omkring 1317, død 1385), greve af Holsten
2. Nikolaus af Holsten (født omkring 1321, død 1397), greve af Holsten
3. Elisabet af Holsten (død 1402), forlovet med kong Håkon Magnusson af Norge og Sverige (1340-1380)